# Пуос-д’Альпаго
Пуос-д’Альпаго (итал. Puos d'Alpago) — коммуна в Италии, располагается в провинции Беллуно области Венеция.
Население составляет 2347 человек (2008), плотность населения составляет 181 чел./км². Занимает площадь 13 км². Почтовый индекс — 32015. Телефонный код — 0437.
Покровителем коммуны почитается святой апостол Варфоломей, празднование 24 августа.

## Демография
Динамика населения:

## Администрация коммуны
- Официальный сайт: